# Duping, Guangdong
Duping (kinesiska: 都平) är en köping i sydöstra Kina. Den ligger i Fengkai härad i staden Zhaoqing i provinsen Guangdong, omkring 170 kilometer väster om provinshuvudstaden Guangzhou. Antalet invånare är 8 913. Befolkningen består av 4 430 kvinnor och 4 483 män. Barn under 15 år utgör 27,0 %, vuxna 15-64 år 60 %, och äldre över 65 år 11,0 %.